# Hazen (Dakota Północna)
Hazen – miasto w Stanach Zjednoczonych, w stanie Dakota Północna, w hrabstwie Mercer.